# Résolution 1170 du Conseil de sécurité des Nations unies
Membres permanents
- Chine
- États-Unis
- France
- Royaume-Uni
- Russie

Membres non permanents
- Bahrain
- Brésil
- Costa Rica
- Gabon
- Gambie
- Japon
- Kenya
- Portugal
- Slovénie
- Suède

Résolution no 1169 Résolution no 1171
La résolution 1170 du Conseil de sécurité des Nations Unies, adoptée à l'unanimité le 27 mai 1998 a, après avoir examiné la situation sur le continent africain, décidé de créer un groupe de travail ad hoc pour examiner les recommandations du secrétaire général Kofi Annan concernant le maintien de la paix internationale et la sécurité en Afrique. 

## Résolution

### Préambule
Dans le préambule de la résolution 1170, le Conseil de sécurité a soutenu l'engagement des Nations Unies en Afrique à travers des activités diplomatiques, économiques, humanitaires, de maintien de la paix et autres, et a réaffirmé l'obligation de tous les États membres de régler les différends de manière pacifique. Il garde à l’esprit la Déclaration du Caire de 1993, qui stipulait que l’Organisation de l’unité africaine (OUA) aurait pour objectif principal d’anticiper et de prévenir les conflits, ainsi que le Traité sur la zone exempte d’armes nucléaires en Afrique, qui constitue une contribution importante à la paix et à la sécurité régionales.
Le Conseil s'inquiète de la poursuite des conflits armés en Afrique qui ont entraîné des déplacements massifs de population, la pauvreté, l'instabilité et la souffrance. Les transferts illégaux d’armes, les milices armées et le recours à des mercenaires ont eu des effets déstabilisateurs à travers le continent. Il a été noté que les pays africains avaient progressé vers la réforme économique et la démocratisation dans le respect des droits de l'homme. Le Bureau de la coordination des affaires humanitaires et le Haut Commissariat des Nations Unies pour les réfugiés sont prêts à apporter leur aide dans les crises humanitaires et des réfugiés conformément au droit international et au droit international humanitaire.

### Dispositif
Le Conseil de sécurité a salué le rapport du secrétaire général sur la situation en Afrique, qui détaille les sources des conflits sur le continent et les moyens d'y remédier. Kofi Annan avait fait des recommandations concernant le trafic d'armes, les sanctions, les réfugiés, l'ajustement structurel, l'aide au développement, la dette et le commerce. Il a également souligné la responsabilité des dirigeants africains dans les conflits régionaux et les échecs économiques, ainsi que les dangers d'une intervention étrangère. La résolution souligne que les défis en Afrique exigent une réponse globale et que toutes les agences des Nations Unies, les organisations internationales et tous les pays prendront en compte les recommandations du rapport. 
Un groupe de travail composé de tous les membres du conseil a ensuite été créé pour une période de six mois afin d'examiner les recommandations du rapport, envisager les moyens de les mettre en œuvre et soumettre des propositions pour examen en septembre 1998, lorsqu'une réunion au niveau ministériel serait convoquée. Le Conseil a souligné la nécessité d'une coopération étroite entre lui et l'OUA et a salué les efforts de cette dernière dans la prévention des conflits. Dans le même temps, les contributions des États membres, des organisations régionales et des agences des Nations Unies aux opérations de maintien de la paix en Afrique ont été saluées .